# Anatomia patologiczna zwierząt
Anatomia patologiczna zwierząt – dziedzina medycyny weterynaryjnej, traktująca o wszelkich, wywołanych chorobą, zmianach anatomicznych w tkankach, narządach, a także układach narządowych zwierząt.
Z anatomią patologiczną zwierząt związane są:
- histopatologia
- weterynaria sądowa

Jednakże ta ostatnia jest całkiem odrębną dziedziną weterynarii, choć w dużym stopniu czerpiącą z anatomii patologicznej zwierząt.